# Cidariophanes triangulifera
Cidariophanes triangulifera là một loài bướm đêm trong họ Geometridae.